# Opération : Diamant
Pour plus de détails, voir Fiche technique et Distribution.
Opération : Diamant (ルパン三世　お宝返却大作戦！ - Rupan Sansei : Otakara henkyaku daisakusen!) est un téléfilm d'animation japonais réalisé par Jun Kawagoe, diffusé en 2003.

## Synopsis
À la suite d'une promesse faite à Mark Williams, un vieil ami cambrioleur décédé, Edgar/ Lupin III doit restituer tous les objets volés par Mark dans le temps. S'il réussit, Edgar pourra connaitre l'emplacement du fameux "Diamant Trique" que convoite également Magali/ Fujiko ainsi que des représentants de la mafia russe.

## Fiche technique
- Titre : Opération Diamants
- Titre original : ルパン三世　お宝返却大作戦！ - Rupan Sansei : Otakara henkyaku daisakusen!
- Réalisation : Jun Kawagoe
- Scénario : Kanji Kashiwabara d'après les personnages de Monkey Punch
- Direction de l'animation :
- Direction artistique :
- Direction de la photographie :
- Production :
- Production exécutive :
- Société de production : Nippon Television Network Corporation et TMS Entertainment
- Musique : Yuji Ohno
- Pays d'origine : Japon
- Langue : japonais
- Genre : Policier
- Durée : 90 minutes
- Première date de diffusion :  1er août 2003)

## Distribution

### Voix originales
- Kanichi Kurita : Lupin III
- Kiyoshi Kobayashi : Daisuke Jigen
- Eiko Masuyama : Fujiko Mine
- Makio Inoue : Goemon
- Gorō Naya : Inspecteur Zenigata
- Jôji Yanami : Mark Williams
- Rino : Anita
- Koichi Yamadera : Ivan "Rats" Krokovitch
- Rei Igarashi : Misha
- Koichi Kitamura : Tokarev
- Mahito Tsujimura : Carlos

### Voix françaises
- Philippe Ogouz : Edgar de la Cambriole
- Philippe Peythieu : Daisuke Jigen
- Catherine Lafond : Magali Mine
- Jean Barney : Goemon
- Patrick Messe : Inspecteur Lacogne
- Jean-Claude Sachot : Mark Williams
- Agnès Gribe : Anita, Misha
- Emmanuel Curtil : Ivan "Rats" Krokovitch

Source : Planète jeunesse

## DVD
- Le film a été édité par IDP en 2005.

## Autour du film
- C'est le 15e téléfilm de Lupin III.